# ねこ耳少女シリーズ
『ねこ耳少女シリーズ』（ねこみみしょうじょシリーズ）は、竹内薫原作、藤井かおり執筆協力、松野時緒作画による日本の学習漫画。萌え絵の美少女キャラクターをヒロインに据えて学術的な内容を解説する、いわゆる「萌え本」の体裁となっており、量子論や相対性理論、超弦理論といった物理学に関する題材をストーリー漫画の形式で解説している。
PHP研究所から2009年2月より既刊2冊（2010年2月現在）が刊行されている。正式なシリーズ名はないが、各作品の表紙タイトルにはふきだしで「ねこ耳少女の」という表記が入る。なお、出版社のウェブサイトにおける第2作の書誌情報には『「ねこ耳」シリーズ』という呼称が使用されている。

## 概要
第1作である『ねこ耳少女の量子論 萌える最新物理学』（ねこみみしょうじょのりょうしろん もえるさいしんぶつりがく）は2009年2月6日に刊行された。物語はヒロインに一目惚れした主人公が、量子論の話が好きな彼女の気を引くために、彼女と共に量子論の基礎的な概念を学んでいく内容となっている。ヒロインは「実は猫耳」という秘密を主人公に隠しており、物語の終盤ではシュレーディンガーの猫にまつわる話題が、量子の世界から来たというヒロインの素性を暗示するものとして登場する。発売後は全国の大学生協を中心に人気作となり、発売から2か月間で約45,000部が売れた。
2010年2月12日には第2作『ねこ耳少女の相対性理論と超ひも理論』（ねこみみしょうじょのそうたいせいりろんとちょうひもりろん）が刊行された。第1作の物語はヒロインの正体について謎の残る結末となっているが、第2作は前作から登場人物などを引き継いだ続編となっており、前作の最終章を発端として始まる構成になっている。第2作では題名の通り特殊相対性理論や一般相対性理論、超弦理論の解説が話題の中心となっている。
出版社のPHP研究所では、本シリーズに先駆ける形で萌え本のシリーズ『萌えて覚えるシリーズ』を刊行しており、第1作の企画は出版社から著者への依頼という形で立ち上げられた。第1作の題材として量子論が選ばれたのは、2008年に日本人・日系人のノーベル物理学賞の受賞が相次ぎ話題性があったためである。本シリーズは、ハードルが高く見られがちな物理学への「半歩入門」と位置付けられ、専門用語の解説なども分かりやすく噛み砕いた表現が志向されており、「萌え」の要素を導入したのも、理系と「おたく」は相性がよいという思惑や、難しい内容にあまり興味を持てないような読者を想定したものであるとされる。ただし原作者の竹内薫は、「萌え」のような作品に参入するのは今回が初めてで、完成した見本を受け取るまではあまり詳しくなかったといい、第1作の出版後には、読者の間には著者の「変身」を意外に受け止める形での反響もあったという。
物語は小説作家としての経験もある竹内が物理学の事実を解説し、それを元にして竹内の妻でもある藤井かおりが小説形式のストーリーを執筆したものを、漫画家の松野時緒が漫画化し、竹内の監修を経た上で、編集担当者が全体をまとめるという体制で執筆されている。主人公が好意を抱くヒロインは物理学に詳しい少女として描かれており、作中では主人公に難しい話を教えてくれる役割を担っているが、原作者の竹内は、昔ながらの啓発本のように物知り博士が知識を授けていくような内容は避けるように留意したと述べており、恋愛作品を意図した内容となっている。

## あらすじ

### ねこ耳少女の量子論 萌える最新物理学
腕の骨折に失恋にと、ここ最近の不運続きに気が滅入っていた高校生のユウキは、家族に頼まれたケーキを買って帰るバスの中、このケーキを際限なく切り分けていった場合の最小単位は何になるのかという想像で気を紛らわしていた。ところが同じバスに乗っていた見知らぬ美少女から、それは「りょうし（量子）」だという答えをそっと教えられ、ユウキは彼女に一目惚れしてしまう。翌日の学校で再会したその美少女、あいりは、なぜかユウキに対して好意的に接し、彼をデートに誘うなど積極的なアプローチをかけてくるのだが、あいりは口を開けば量子の話ばかりしている、量子の話が大好きな少女だった。ユウキはあいりと親密になるために量子論を学んでいくが、自らの素性については多くを語らないあいりには秘密があった。彼女の耳には謎の猫耳が生えているのであった。
逢瀬を重ね、学校でもデート先でも繰り広げられる量子論の話題で盛り上がり、二人の間柄はより親密なものとなっていくが、あいりは時折瞬間移動のような挙動を垣間見せたり、たとえ話とは前置きしつつも自分の存在を不確定な存在であると言ってみたりするなど、彼女自身の謎も深まっていく。そして話題が「シュレーディンガーの猫」の思考実験へと及ぶと、あいりは突然に自ら猫耳の秘密を明かし、同時にユウキの前から姿を消してしまう。ユウキはあいりと出会ったバスの中で唐突に目覚め、今までの出来事は夢であったのではないかと訝しみつつも、その帰り道にイル（イレーネ）という名の迷い猫を拾う。猫と夢との関連性に想像を巡らせつつ一度はそれを否定するユウキだが、イルを拾った数日後に、彼は迷い猫の張り紙を見てイルを探しに来た猫耳のないあいりと再会する。

### ねこ耳少女の相対性理論と超ひも理論
ユウキと再会した猫耳のないあいりは以前とは雰囲気が異なり、彼のことを覚えていない様子であったが、飼い猫のイルと接触すると同時に猫耳が生え、こうして再会できたのはユウキがイルを見つけてくれたおかげであり、偶然が重なりあった「相対的」な出来事であるとして再会を喜ぶ。後日あいりはユウキの学級の転校生として現れ、イルも普通の猫ではなく人の言葉を喋ることが可能な猫であることが明かされるが、ユウキはあいりの正体についてはあまり深く考えたり詮索したりしないことに決め、事実を受け入れることにする。
あいりが転校してきた日の放課後、2人はケーキ屋でデートすることになり、道中の電車や店内、その後立ち寄ったビルの展望台や、夜の公園で、相対性理論の話題や、量子論と相対性理論を仲介する超弦理論の話題に花を咲かせる。しかしユウキの周囲では、次第に奇妙な現象が起こり始め、最終的には太陽系ではないどこかの次元にある、あいりの世界の学校に「転校」してパラレルワールドを垣間見ることになる。ユウキは、あいりやイルが自分とは異なる世界から来たことを知るが、その直後に我に返り、あいりと再会する直前まで時間が巻き戻っていることに気が付く。しかしそこには今までの出来事が夢ではなく、確かにあいりが実在していたという証拠が残されていた。

## 登場人物

### 主要登場人物
物語は基本的に、第1作ではユウキとあいりの会話、第2作ではイルを交えた2人と1匹の会話で進行する。他の登場人物の出番は少ない。
高橋 勇希（たかはし ゆうき）
本作の主人公。作中では「ユウキ」（ユウキくん）と表記される。高校2年生の男子。学校の成績や容姿にはあまり自信がないが、中距離走は得意で、以前は体育会系の部活に所属しておりレギュラーを務めていた。しかし物語開始直前の交通事故において利き腕に全治2か月の怪我を負っており、作中では常に右腕をギプスで固定し三角巾で吊るしている。
物語冒頭、以前から思いを寄せていた女子生徒が別の男子生徒と相思相愛になる場面を目撃し失恋するが、その失恋のショックから覚めやらぬ中で出会ったあいりに一目惚れし、量子論や相対性理論などの話が好きな彼女の気を引くためにも物理学を学ぶようになる。思春期の少年らしい妄想に心をときめかせることはあるが、実行に移すようなことはなく、むしろ仲を深める機会を前にしても自分に自信を持てずに踏み止まってしまうような面もある。第1作での別れ際には、あいりから猫耳の秘密を明かされるが、その後再開した際には、あいりの正体が宇宙人や未来人であっても気にしないという結論に至る。お人好しな一面もあり、イルによれば、あいりは彼のそうした性格に惹かれていのではないかとも評されている。
かつて猫を飼っていた経験があり、犬よりは猫が好き。また彼の家族がそうであるように、彼自身もケーキなどの甘味類が好物。
田沢 愛理（たざわ あいり）
本作のヒロインで、なぜかユウキに対して好意を抱いている不思議な美少女。第2作においてフルネームが明かされるが、作中では「あいり」（あいりちゃん）と表記される。ユウキと同じ学校の制服を着ており、第2作では転校生としてユウキの学級に転入してくるが、当初は学年やクラスを明かそうとしなかった。謎の多い存在であり、その素性は曖昧に描かれているが、原作者の竹内は彼女の正体を「量子の世界から来た猫耳のアキバ系美少女」であると明かしている。
ユウキに対しては愛想がよく茶目っ気のある態度で接しつつも、一方で口を開けば恋愛や日常会話など、あらゆる話題を量子論や相対性理論の話に結び付けることから、ユウキからは「量子の話が好きな女の子」という印象を持たれており、あいり自身もそうした自分が変な女の子であるという自覚はある。一方で歴史上の物理学者に対してはあまり敬意を払う様子はなく、アインシュタインやシュレーディンガーの女性関係を批判したり、特に「シュレーディンガーの猫」の思考実験について、想像の中であっても猫を殺すのは非人道的であるなどとして強い非難を浴びせている。また非難の対象は歴史上の人物だけでなく、オンライン百科事典『ウィキペディア』上の誤った記載などに対しても及んだことがある。またイルの冷やかしに対して、ユウキに接する態度とは異なる刺々しい返事をしたり、ユウキが他の女の子と仲良くしているのを見てやきもちを焼いたりする場面もある。
普段は大きな目玉クリップ状の髪留めと大きなリボンで隠しているが、その下には謎の猫耳がある。当初、この事実は読者以外には伏せられており、作中においても猫耳を露出させる場面は少なく、後にユウキに秘密を明かした後も、誰にも言わないように口止めしている。作中にはあいりが自分自身を、箱から逃げてきたシュレーディンガーの猫に例える場面があるが、それが比喩であるのか何らかの事実であるのかは曖昧に描かれている。
普段は学校の制服姿だが、デート服としてゴスロリ、甘ロリ姿を披露する場面もある。ユウキと同じくケーキなどの甘味類が大好きで、初デートのときにも再会後のデートのときにも彼をスイーツ系の店に誘っている。生きた魚が大の苦手。
イレーネ（Irene）
ユウキが拾った迷い猫で、あいりの飼い猫。第2作ではユウキやあいりと行動を共にする。あいりからは「イル」という愛称で呼ばれており、あいり曰く、イレーネという名前はお嬢様のようで名前負けであるとのこと。ただの猫ではなく人言を解し関西弁で喋り、また自分の姿をユウキとあいり以外には見えないようにすることができる。ユウキについて、あいりの異性の好みは趣味が悪いと冷やかす場面もあるが、基本的には2人の恋愛がうまくいくようにと応援している。主に「ウネウネしているから」という理由で、超ひも理論（超弦理論）の話が好き。
イルのような猫はあいりの世界において「グラビニャン」と呼ばれており、異次元同士を繋ぐワームホールを、重力を操ることで通路として安定させるという能力を持つとされる。ユウキの世界へと通じる通路はあいりとイルによって維持されており、あいりは第1作ではイルとはぐれてしまっていたが、ユウキがこの猫を拾ったことによって、ユウキと再会することができたとされる。
首には鈴のついた、英字で名前が記された赤いリボンを巻いている。

### 高橋家
ユウキの家族。一家揃ってケーキなどの甘味類が好き。
勇希の母
ユウキの母。彼のパソコンのブラウザの閲覧履歴から彼の動向を把握しており、ユウキが小遣いを前借りしようとした理由が交際目的であることを看破していた。
勇希の父
ユウキの父。かつて飼っていた猫が事故で死んだ際には大泣きしていたという言及がある。
勇希の妹たち
よく似た容姿の2人の妹がおり、同じ服を着て同じ髪型をしている。
猫
約1年前までユウキの家で飼われていた猫。ある日一晩帰らず、探しに出た先で血まみれになって冷たくなっているところを発見された。ユウキは今でも思い出すと涙が出る。高橋家にはその後もありし日の写真が飾られている。

### その他の登場人物
この他にも、名前が判明している端役の教師や生徒がいる。
畑山（はたけやま）
かつてユウキが密かに想いを寄せていた女子生徒。物語開始から1週間前にあたる冒頭の回想シーン内で、黒田の好意を受け入れ結ばれたことが描写されている。
黒田（くろだ）
ユウキの通う学校の男子生徒。物語冒頭で畑山と結ばれる。

## 物語の舞台とモデル
現代日本が舞台となっているが、物語の舞台となっている場所の具体的な地名は明言されていない。ただし第2作の作中には神奈川県横浜市中区の港の見える丘公園に設置されている「愛の母子像」についての具体的な言及があり、母子像の題材となっている横浜米軍機墜落事件の現場が、ユウキとあいりの学校から2駅の距離にあるケーキ屋から徒歩で移動できる範囲にあるものとして描写されているため、物語の舞台あるいはモデルが、事故現場である神奈川県横浜市青葉区の近辺であることを特定することができる。また、初デートの舞台となっているのは、東京都などに店舗を持つ実在のフードテーマパーク「スイーツフォレスト」であることが明言されており、入り口や内部の様子が描かれている。
実在のウェブサイトが登場する場面もある。第1作の奥付には参考ウェブサイトの1つとしてオンライン百科事典の『ウィキペディア日本語版』が挙げられており、作中でも具体的なウェブサイト名こそ明言はされないものの、ユウキがウィキペディア日本語版にある「量子」「量子力学」の記事における難解な文面に頭を抱える場面や、あいりが「ルイ・ド・ブロイ」の記事を閲覧する場面がある。また第2作の佳境において、あいりがインターネット上にある出典なき不正確な記述として、弦理論が「正しくないことが証明された」とする文面に憤る場面があるが、これはウィキペディア日本語版の「南部陽一郎」の記事における記述に関して、著者が自身のブログで指摘している主張をそのまま代弁するものとなっている。

## 書誌情報
竹内薫（著）、藤井かおり（執筆協力）、松野時緒（作画）、PHP研究所、既刊2巻（2010年2月26日現在）
- 『ねこ耳少女の量子論 萌える最新物理学』、2009年2月23日発行（2009年2月6日発売[1]）、ISBN 978-4-569-70560-6
- 『ねこ耳少女の相対性理論と超ひも理論』、2010年2月26日発行（2010年2月12日発売[4]）、ISBN 978-4-569-77677-4

同じ出版社のスマッシュ文庫と同じく、価格は消費税込みで500円に統一されており、背表紙下部には大きく「500（円）」の表示がデザインされている。